# Битумный лак
Би́тумный лак, кузбассла́к — лак, получаемый путём растворения нефтяного или каменноугольного битума в углеводородных растворителях, чаще всего в уайт-спирите.
Кузбасслак представляет собой раствор каменноугольного пека в сольвентнафте (также называется пековым лаком или каменноугольным лаком).
Этот лак впервые был предложен в Кузнецком каменноугольном бассейне, откуда и получил свое название.
Пленка каменноугольного лака отличается высоким качеством, она имеет высокую адгезию и водонепроницаемость. К недостаткам кузбасслака можно отнести малую пластичность и сопротивляемость резким температурным изменениям.

## Свойства
Битумный лак — чёрная или тёмно-коричневая жидкость средней вязкости с характерным нефтяным запахом. Время предварительного высыхания 1,5–2 часа, полного высыхания — до 24 часов. При высыхании или чрезмерном загустении может быть разведён уайт-спиритом или любым другим летучим углеводородным неполярным растворителем.
Битумный лак нельзя смешивать ни с одним видом спиртовых, масляных, скипидарных, алкидных и прочих лаков и красок.
Одним из достоинств битумного лака считается его низкая стоимость.

### Покрытие
Тонкий слой битумного лака имеет коричневый цвет, толстый — глубокий чёрный. Покрытие, образуемое лаком, является сильно гидрофобным, свежее покрытие практически непроницаемо для влаги, но с течением времени, при доступе воздуха и особенно на свету, покрытие окисляется, что ухудшает его эстетические и водозащитные свойства. Битумный лак нестоек к растворителям, особенно неполярным, очень легко растворяется в углеводородах. К недостаткам битумного лака можно также отнести относительно высокую остаточную липкость и даже маркость покрытия, особенно при повышенных температурах окружающей среды (от +25 до +30 °C).
Пятна от битумного лака на ткани или коже легко выводятся уайт-спиритом или бензином, несколько хуже — скипидаром.

## Разновидности и маркировка
Наиболее распространён битумный лак с маркировкой БТ-577. Есть также краски на основе битумного лака: БТ-177 (с алюминиевой пудрой, «серебрянка») и БТ-184 с отходами производства поливинилбутираля, что повышает атмосферостойкость.

## Применение
Применяется для временной гидроизоляции и эстетической отделки металла, дерева, кирпича, бетона. Битумный лак хорошо смачивает поверхность, в том числе ржавчину, проникая даже в небольшие поры, что позволяет при необходимости наносить его без грунтовки в несколько слоёв с небольшим промежуточным временем высыхания.
Кузбасслак (каменноугольный лак) является хорошим антикоррозионным покрытием для металлических изделий санитарно-технического оборудования.